# Остановочный пункт Орлёнок
Остановочный пункт Орлёнок (каз. Аялдау стансасы Орленок) — упразднённый населённый пункт в Мамлютском районе Северо-Казахстанской области Казахстана. Входил в состав Становского сельского округа. Код КАТО — 595251600.  Упразднено в 2017 году.

## Население
В 1999 году население населённого пункта составляло 38 человек (16 мужчин и 22 женщины). По данным переписи 2009 года, в населённом пункте проживало 6 человек (3 мужчины и 3 женщины).